# Fenestrulina disjuncta
Fenestrulina disjuncta är en mossdjursart som först beskrevs av Walter Douglas Hincks 1885.  Fenestrulina disjuncta ingår i släktet Fenestrulina och familjen Microporellidae. Inga underarter finns listade i Catalogue of Life.